# زوايا مدينة تونس

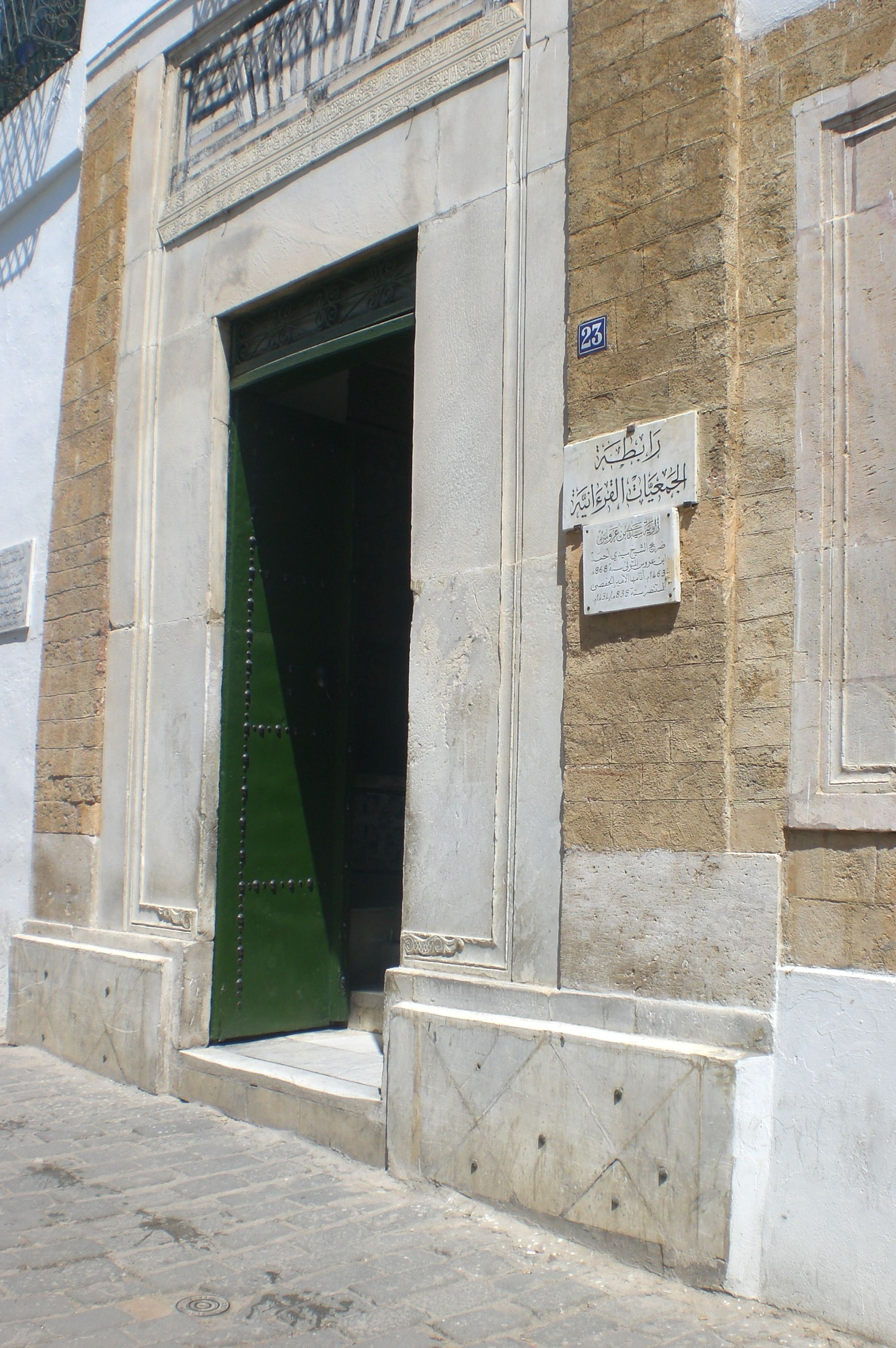
زاوية سيدي أحمد بن عروس

زوايا مدينة تونس هي خلايا لممارسة طقوس الطرق الصوفية وأماكن تعبد واعتكاف وهي كذلك أضرحة و مقامات لمؤسسي الطرق من أهل الورع والصلاح 

## قائمة الزوايا
- مقام أبي زمعة البلوي[2]
- الزاوية الطبربية
- زاوية سيدى عبد القادر
- زاوية سيدي إبراهيم التركي
- زاوية سيدي إبراهيم الرياحي
- زاوية سيدي أبي الحسن
- زاوية سيدي الباهي
- زاوية سيدي الحاري
- زاوية سيدي الزواوي
- زاوية سيدي العصفوري
- زاوية سيدي الكلاعي
- زاوية سيدي أحمد بن عروس
- زاوية سيدي شيحة
- زاوية سيدي عبد الله الشريف
- زاوية سيدي علي عزوز
- زاوية سيدي قاسم الجليزي
- زاوية سيدي محرز
- زاوية سيدي بوتفاحة
- زاوية سيدي معاوية
- زاوية سيدي منصور
- الزاوية البكرية
- زاوية سيدي بلحسن
- زاوية السيدة المنوبية
- زاوية سيدي مدين
- زاوية سيدي الحلفاوي